# Pago de rescates de Alemania Occidental

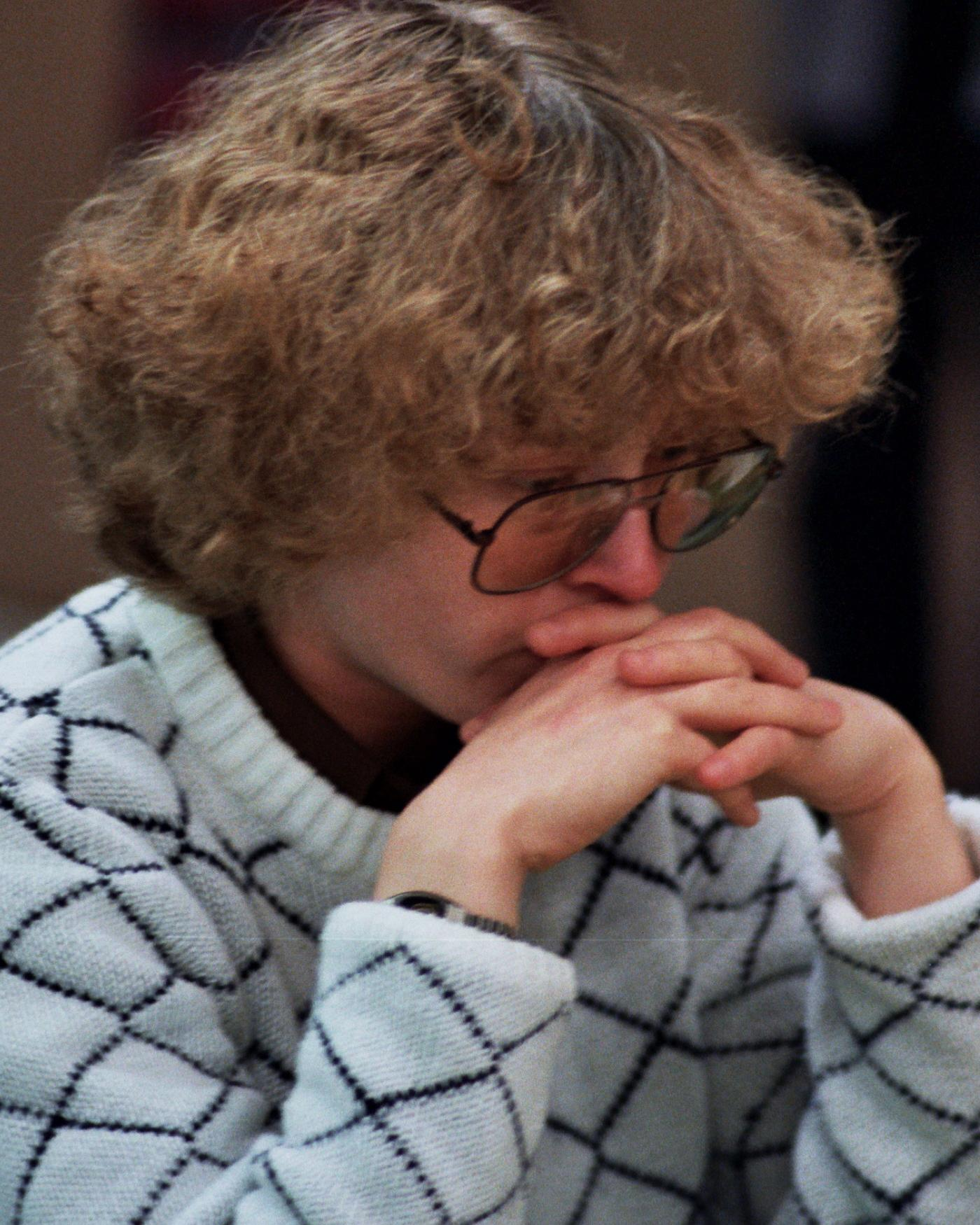
La ajedrecista Petra Feibert (1958-2010) fue excarcelada mediante el Häftlingsfreikauf.

El pago de rescates de Alemania Occidental (en alemán: Häftlingsfreikauf, «pago de rescate de presos») eran transacciones no oficiales entre la República Federal Alemana (RFA) y la República Democrática Alemana (RDA), en los que la RDA liberaba presos políticos a cambio de mercancías. Los presos liberados se trasladaban a Alemania Occidental, a veces sin poder despedirse de sus familiares.
El Häftlingsfreikauf empezó a finales de 1962 y finalizó en octubre de 1989 debido a la liberación de presos producida por Die Wende. Entre 1964 y 1989 se liberaron a 33 755 reclusos a cambio de unos 3500 millones de DM nominales.
Este flujo económico de oeste a este contribuyó a estabilizar a la RDA, que en la década de 1970 se enfrentaba a constantes problemas financieros.
La Obra Diacónica de la Iglesia Evangélica en Alemania jugó un papel importante en las negociaciones.

## Historia

Evolución del número de presos rescatados (1963-1989).

El primer intercambio se realizó en las navidades de 1962, cuando el canciller de Alemania era Konrad Adenauer: veinte presos, así como varios niños, fueron entregados dentro de tres vagones de mercancías que se usaban para transportar fertilizantes. Los intercambios finalizaron en 1989, poco antes de la caída del Muro de Berlín. Estas entregas no se negociaron de forma oficial. Al principio se trataban casos individuales, y con el tiempo adquirieron un mayor grado de organización. Entre 1964 y 1989 se entregaron 33 755 reclusos a la RFA. Al principio el precio por prisionero era de unos 40 000 DM, aunque finalmente se llegaron a alcanzar los 100 000 DM.
El abogado Wolfgang Vogel, persona de confianza de Erich Honecker, fue una de las personas que negociaba con la República Federal Alemana; en el oeste, desempeñaron esa función, entre otros: Herbert Wehner, Helmut Schmidt, Hans-Jochen Vogel, Ludwig A. Rehlinger, Walter Priesnitz y el vicepresidente de la Obra Diacónica, Ludwig Geißel.

## Críticas
El pago de rescates fue criticado. Se pensaba que con este método se incentivaba a la RDA a detener a más personas e imponerlas penas más largas. Por ejemplo, por el delito de huir del país la condena media subió de cinco a ocho años. También se creía que podía mermar el potencial de la oposición al régimen dentro de Alemania Oriental.[cita requerida]